# KV11
Grobnica  KV11 je grobnica  faraona Ramzesa III. iz Dvajsete egipčanske dinastije. 
Zgrajena je v glavnem delu tebanske Doline kraljev. Graditi jo je začel faraon Setnaht, ko so gradbeniki nenamerno vdrli v starejšo grobnico faraona Amenmesa (KV10) pa so gradnjo ustavili. Setnahta so pokopaki v grobnici KV14. Gradnjo KV11 je v drugo smer nadaljeval Ramzes III.
Grobnica je bila odprta že v antiki. V preteklosti se je po Jamesu Bruceu, ki je vanjo vstopil leta 1786, imenovala tudi Bruceova grobnica, po sliki dveh slepih harfistov pa Grobnica harfistov.

## Okrasje
Grobnica je dolga 188 m in zelo bogato okrašena.
Drugi hodnik je okrašen z Rajevo litanijo. Na koncu drugega hodnika se os grobnice prelomi. Tretji hodnik je okrašen s Knjigo vrat in Amduatom. Nadaljuje se z obrednim jaškom in stebriščno dvorano s štirimi stebri, okrašeno s Knjigo vrat. Četrti hodnik je poslikan s prizori obreda odpiranja ust in vodi v vestibul, okrašen s prizori iz Knjige mrtvih. 
Za vestibulom je pogrebna komora z osmimi stebri. V njej je stal sarkofag iz rdečega kvarcita, ki je zdaj v Louvreu. V komori so prizori iz Knjige vrat, božanskimi prizori in Knjige zemlje. Komora ima nekaj stranskih prostorov, okrašenih s Knjigo vrat.

## Vira
- N. Reeves, R.H. Wilkinson (1996). The Complete Valley of the Kings. Thames and Hudson, London.
- A. Siliotti (1996). Guide to the Valley of the Kings and to the Theban Necropolises and Temples. A.A. Gaddis, Kairo.

## Galerija
- Ramzes III. pred Ozirisom
- Heliopolski in memfiški bogovi
- Slepi harfist
- Ladja je priplula v Abidos
- Prizor iz Knjige vrat